# Momotarō

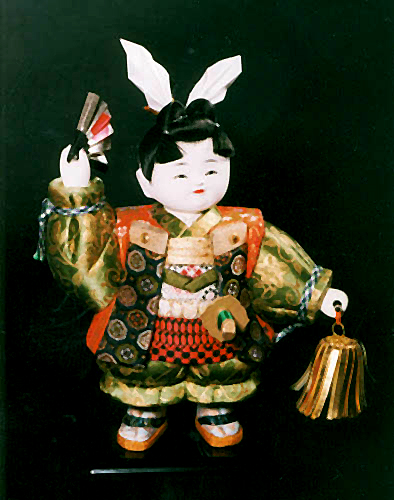
Momotarō – tradycyjna japońska lalka

Momotarō (jap. 桃太郎 Momotarō; Brzoskwiniowy Chłopiec) – bohater japońskiego folkloru.

## Legenda o Momotarō
Momotarō został znaleziony przez bezdzietną parę wewnątrz brzoskwini niesionej z prądem górskiej rzeki i wychowany jak własny potomek.
W tamtych czasach miejscowa ludność była terroryzowana przez grupę diabłów (oni). Momotarō postanowił rozprawić się z nimi, więc matka dała mu na drogę ciastka ryżowe. W czasie podróży spotkał on psa, bażanta i małpę, które w zamian za wspomniane ciastka zgodziły się pomóc Momotarō. Bohaterowie przeprawili się na wyspę, będącą siedzibą diabłów, napadli na zamek i wybili rabusiów. Uwolnili więźniów, napełnili łódź skarbami zgromadzonymi przez diabły i szczęśliwie powrócili do domów. Mimo że Momotarō zwrócił zagrabione przedmioty właścicielom, żył z przybranymi rodzicami w dostatku do końca swoich dni.